# Gran Premio motociclistico di Spagna 2024
Il Gran Premio motociclistico di Spagna 2024 è stato la quarta prova del motomondiale del 2024. Le vittorie nelle tre classi sono andate a: Jorge Martín nella sprint e Francesco Bagnaia nella gara della MotoGP, Fermín Aldeguer in Moto2, e Collin Veijer in Moto3.
Per Francesco Bagnaia si tratta della trentesima vittoria e del sessantesimo podio nel Motomondiale, nonché la ventesima in sella alla Ducati.

## Prove e Qualifiche

### Moto3
Nella sessione di prove libere del venerdì mattina, David Alonso è l pilota più veloce in pista in 1'44"590. Nelle due successive sessioni di Pre-qualifiche, si conferma ancora il più veloce il colombiano, nonostante la pioggia del sabato mattina, facendo segnare il miglior tempo in 1'43"710.
Il colombiano numero 80 è inarrestabile pure in qualifica dove si aggiudica la Pole Position, la seconda consecutiva e della sua carriera, fermando il cronometro sul 1'44"954. Ecco i risultati dei primi cinque classificati:
| Pos | Nº | Pilota          | Team                           | Tempo    |
| --- | -- | --------------- | ------------------------------ | -------- |
| 1   | 80 | David Alonso    | CFMoto Aspar Team              | 1'44.954 |
| 2   | 64 | David Muñoz     | BOE Motorsports                | 1'45.174 |
| 3   | 95 | Collin Veijer   | Liqui Moly Husqvarna Intact GP | 1'46.013 |
| 4   | 66 | Joel Kelso      | BOE Motorsports                | 1'46.053 |
| 5   | 6  | Ryusei Yamanaka | MT Helmets - MSi               | 1'46.152 |

### Moto2
La sessione di prove libere vede la Speed Up di Alonso López far segnare il miglior tempo in 1'40"797. Nella classifica combinata delle Pre-qualifiche, anche qui con la pioggia che ha caratterizzato la seconda sessione, è Joe Roberts il pilota più veloce con 1'40"664.
In qualifica, la Pole va a Fermín Aldeguer con la Speed Up, per la prima volta in stagione, chiudendo il suo giro in 1'40"673; ecco i risultati dei primi cinque classificati:
| Pos | Nº | Pilota          | Team                  | Tempo    |
| --- | -- | --------------- | --------------------- | -------- |
| 1   | 54 | Fermín Aldeguer | Beta Tools SpeedUp    | 1'40.673 |
| 2   | 75 | Albert Arenas   | QJMotor Gresini Moto2 | 1'41.111 |
| 3   | 96 | Jake Dixon      | CFMoto Aspar Team     | 1'41.466 |
| 4   | 18 | Manuel González | QJMotor Gresini Moto2 | 1'41.554 |
| 5   | 10 | Diogo Moreira   | Italtrans Racing Team | 1'41.657 |

### MotoGP
In questo weekend di gara iniziano le prime presenze come wildcard per i collaudatori con Dani Pedrosa su KTM, Stefan Bradl su Honda e Lorenzo Savadori su Aprilia che sono scesi in pista.
Nella prima delle due sessioni di prove libere il tempo migliore da Álex Márquez in 1'36"630. Nella sessione Pre-qualifica conclude in testa il Campione del Mondo in carica Francesco Bagnaia che chiude in 1'36"025. Nella seconda sessione di prove libere, caratterizzata dalla pioggia, il miglior tempo è fatto segnare dal padrone di casa Marc Márquez in 1'48"183.
Nel Q1 passano il taglio Franco Morbidelli e Brad Binder. Nel Q2 il miglior giro è in 1'46"773 che viene fatto segnare da Marc Márquez che si prende la Pole Position, la novantatreesima della sua carriera come il suo numero, seguito dalla VR46 Racing di Marco Bezzecchi, e da Jorge Martín. Di seguito i risultati delle qualifiche:
| Pos. | Nº | Pilota                | Team                         | Tempo     | Tempo    |
| Pos. | Nº | Pilota                | Team                         | Q1        | Q2       |
| ---- | -- | --------------------- | ---------------------------- | --------- | -------- |
| 1    | 93 | Marc Márquez          | Gresini Racing               | Già in Q2 | 1'46.773 |
| 2    | 72 | Marco Bezzecchi       | Pertamina Enduro VR46 Racing | Già in Q2 | 1'47.044 |
| 3    | 89 | Jorge Martín          | Prima Pramac Racing          | Già in Q2 | 1'47.381 |
| 4    | 33 | Brad Binder           | Red Bull KTM Factory Racing  | 1'47.949  | 1'47.730 |
| 5    | 49 | Fabio Di Giannantonio | Pertamina Enduro VR46 Racing | Già in Q2 | 1'47.778 |
| 6    | 73 | Álex Márquez          | Gresini Racing               | Già in Q2 | 1'47.840 |
| 7    | 1  | Francesco Bagnaia     | Ducati Lenovo Team           | Già in Q2 | 1'47.962 |
| 8    | 21 | Franco Morbidelli     | Prima Pramac Racing          | 1'47.887  | 1'48.116 |
| 9    | 23 | Enea Bastianini       | Ducati Lenovo Team           | Già in Q2 | 1'48.362 |
| 10   | 31 | Pedro Acosta          | Red Bull GASGAS Tech3        | Già in Q2 | 1'48.528 |
| 11   | 12 | Maverick Viñales      | Aprilia Racing               | Già in Q2 | 1'48.595 |
| 12   | 41 | Aleix Espargaró       | Aprilia Racing               | Già in Q2 | 1'49.917 |
| 13   | 5  | Johann Zarco          | Castrol Honda LCR            | 1'48.102  |          |
| 14   | 88 | Miguel Oliveira       | Trackhouse Racing            | 1'48.418  |          |
| 15   | 43 | Jack Miller           | Red Bull KTM Factory Racing  | 1'48.672  |          |
| 16   | 26 | Daniel Pedrosa        | Red Bull KTM Factory Racing  | 1'48.699  |          |
| 17   | 25 | Raúl Fernández        | Trackhouse Racing            | 1'48.728  |          |
| 18   | 37 | Augusto Fernández     | Red Bull GASGAS Tech3        | 1'49.229  |          |
| 19   | 6  | Stefan Bradl          | HRC Test Team                | 1'49.659  |          |
| 20   | 36 | Joan Mir              | Repsol Honda                 | 1'49.765  |          |
| 21   | 32 | Lorenzo Savadori      | Aprilia Racing               | 1'49.860  |          |
| 22   | 10 | Luca Marini           | Repsol Honda                 | 1'49.978  |          |
| 23   | 20 | Fabio Quartararo      | Monster Energy Yamaha        | 1'50.100  |          |
| 24   | 30 | Takaaki Nakagami      | Idemitsu Honda LCR           | 1'50.245  |          |
| 25   | 42 | Álex Rins             | Monster Energy Yamaha        | 1'50.302  |          |

## Gare

### MotoGP

#### Sprint
La gara Sprint vede come protagonista ben quattordici cadute, nove delle quali costringono i piloti al ritiro. Jorge Martín torna alla vittoria al sabato, con le KTM di Pedro Acosta e Dani Pedrosa, promosso in terza posizione dopo la gara, che completano un podio completamente spagnolo. Primi punti stagionali per Franco Morbidelli che chiude in quarta posizione davanti a Fabio Quartararo che, dopo essere arrivato terzo, viene penalizzato di otto secondi sul tempo finale a causa della pressione delle gomme, sesta posizione per Marc Márquez leader della gara fino alla caduta, settima posizione per Augusto Fernández, termina ottavo Miguel Oliveira con la Trackhouse Racing mentre chiude la zona punti Joan Mir che porta alla Honda il primo punto stagionale al sabato. Penalizzati di otto secondi anche Raúl Fernández, Fabio Di Giannantonio, Jack Miller ed Álex Rins tutti fuori dai punti. Di seguito i risultati della gara Sprint:

##### Arrivati al traguardo
| Pos. | Nº | Pilota                | Squadra                      | Motocicletta       | Giri | Tempo     | Griglia | Punti |
| ---- | -- | --------------------- | ---------------------------- | ------------------ | ---- | --------- | ------- | ----- |
| 1º   | 89 | Jorge Martín          | Prima Pramac Racing          | Ducati Desmosedici | 12   | 19'52"682 | 3º      | 12    |
| 2º   | 31 | Pedro Acosta          | Red Bull GASGAS Tech3        | KTM RC16           | 12   | +2.970    | 10º     | 9     |
| 3º   | 26 | Daniel Pedrosa        | Red Bull KTM Factory Racing  | KTM RC16           | 12   | +7.102    | 16º     | 7     |
| 4º   | 21 | Franco Morbidelli     | Prima Pramac Racing          | Ducati Desmosedici | 12   | +8.481    | 8º      | 6     |
| 5º   | 20 | Fabio Quartararo      | Monster Energy Yamaha        | Yamaha YZR-M1      | 12   | +15.052   | 23º     | 5     |
| 6º   | 93 | Marc Márquez          | Gresini Racing               | Ducati Desmosedici | 12   | +18.131   | 1º      | 4     |
| 7º   | 37 | Augusto Fernández     | Red Bull GASGAS Tech3        | KTM RC16           | 12   | +18.278   | 18º     | 3     |
| 8º   | 88 | Miguel Oliveira       | Trackhouse Racing            | Aprilia RS-GP      | 12   | +18.418   | 14º     | 2     |
| 9º   | 36 | Joan Mir              | Repsol Honda                 | Honda RC213V       | 12   | +18.553   | 20º     | 1     |
| 10º  | 30 | Takaaki Nakagami      | LCR Honda Idemitsu           | Honda RC213V       | 12   | +21.136   | 24º     |       |
| 11º  | 5  | Johann Zarco          | Castrol Honda LCR            | Honda RC213V       | 12   | +21.948   | 13º     |       |
| 12º  | 25 | Raúl Fernández        | Trackhouse Racing            | Aprilia RS-GP      | 12   | +23.882   | 17º     |       |
| 13º  | 49 | Fabio Di Giannantonio | Pertamina Enduro VR46 Racing | Ducati Desmosedici | 12   | +31.478   | 5º      |       |
| 14º  | 43 | Jack Miller           | Red Bull KTM Factory Racing  | KTM RC16           | 12   | +45.901   | 15º     |       |
| 15º  | 42 | Álex Rins             | Monster Energy Yamaha        | Yamaha YZR-M1      | 12   | +70.228   | 25º     |       |
| 16º  | 32 | Lorenzo Savadori      | Aprilia Racing               | Aprilia RS-GP      | 12   | +88.979   | 21º     |       |

##### Ritirati
| Nº | Pilota            | Squadra                      | Motocicletta       | Giri | Griglia |
| -- | ----------------- | ---------------------------- | ------------------ | ---- | ------- |
| 10 | Luca Marini       | Repsol Honda                 | Honda RC213V       | 11   | 22º     |
| 6  | Stefan Bradl      | HRC Test Team                | Honda RC213V       | 11   | 19º     |
| 12 | Maverick Viñales  | Aprilia Racing               | Aprilia RS-GP      | 9    | 11º     |
| 72 | Marco Bezzecchi   | Pertamina Enduro VR46 Racing | Ducati Desmosedici | 8    | 2º      |
| 73 | Álex Márquez      | Gresini Racing               | Ducati Desmosedici | 8    | 6º      |
| 33 | Brad Binder       | Red Bull KTM Factory Racing  | KTM RC16           | 8    | 4º      |
| 23 | Enea Bastianini   | Ducati Lenovo Team           | Ducati Desmosedici | 8    | 9º      |
| 1  | Francesco Bagnaia | Ducati Lenovo Team           | Ducati Desmosedici | 2    | 7º      |
| 41 | Aleix Espargaró   | Aprilia Racing               | Aprilia RS-GP      | 0    | 12º     |

#### Gara
Francesco Bagnaia e Marc Márquez si rendono protagonisti di un bellissimo duello durante la gara, che vede vincere l'italiano che si porta a casa la sua trentesima vittoria nel Motomondiale davanti allo spagnolo, al primo podio con Gresini e Ducati. Chiude terzo, al primo podio stagionale, Marco Bezzecchi. Quarta posizione per l'altra Gresini di Álex Márquez con subito alle spalle Enea Bastianini, quinto, e Brad Binder. Settima posizione per Fabio Di Giannantonio, ottavo la migliore Aprilia con un ottimo Miguel Oliveira davanti alla coppia spagnola composta da Maverick Viñales e Pedro Acosta. Undicesima l'altra Trackhouse Racing di Raúl Fernández, dodicesima la miglior Honda con Joan Mir, tredicesima e quindicesima le Yamaha di Álex Rins e Fabio Quartararo, con in mezzo Takaaki Nakagami che chiude quattordicesimo. Di seguito i risultati della gara:

##### Arrivati al traguardo
| Pos. | Nº | Pilota                | Squadra                      | Motocicletta       | Giri | Tempo     | Griglia | Punti |
| ---- | -- | --------------------- | ---------------------------- | ------------------ | ---- | --------- | ------- | ----- |
| 1º   | 1  | Francesco Bagnaia     | Ducati Lenovo                | Ducati Desmosedici | 20   | 41'09"503 | 7º      | 25    |
| 2º   | 93 | Marc Márquez          | Gresini Racing               | Ducati Desmosedici | 20   | +1.728    | 1º      | 20    |
| 3º   | 72 | Marco Bezzecchi       | Pertamina Enduro VR46 Racing | Ducati Desmosedici | 20   | +2.703    | 2º      | 16    |
| 4º   | 73 | Álex Márquez          | Gresini Racing               | Ducati Desmosedici | 20   | +4.690    | 6º      | 13    |
| 5º   | 23 | Enea Bastianini       | Ducati Lenovo                | Ducati Desmosedici | 20   | +7.392    | 9º      | 11    |
| 6º   | 33 | Brad Binder           | Red Bull KTM Factory Racing  | KTM RC16           | 20   | +9.980    | 4º      | 10    |
| 7º   | 49 | Fabio Di Giannantonio | Pertamina Enduro VR46 Racing | Ducati Desmosedici | 20   | +12.208   | 5º      | 9     |
| 8º   | 88 | Miguel Oliveira       | Trackhouse Racing            | Aprilia RS-GP      | 20   | +13.343   | 14º     | 8     |
| 9º   | 12 | Maverick Viñales      | Aprilia Racing               | Aprilia RS-GP      | 20   | +14.931   | 11º     | 7     |
| 10º  | 31 | Pedro Acosta          | Red Bull GASGAS Tech3        | KTM RC16           | 20   | +16.656   | 10º     | 6     |
| 11º  | 25 | Raúl Fernández        | Trackhouse Racing            | Aprilia RS-GP      | 20   | +18.542   | 17º     | 5     |
| 12º  | 36 | Joan Mir              | Repsol Honda                 | Honda RC213V       | 20   | +22.899   | 20º     | 4     |
| 13º  | 42 | Álex Rins             | Monster Energy Yamaha        | Yamaha YZR-M1      | 20   | +24.011   | 25º     | 3     |
| 14º  | 30 | Takaaki Nakagami      | Idemitsu Honda LCR           | Honda RC213V       | 20   | +27.652   | 24º     | 2     |
| 15º  | 20 | Fabio Quartararo      | Monster Energy Yamaha        | Yamaha YZR-M1      | 20   | +32.855   | 23º     | 1     |
| 16º  | 6  | Stefan Bradl          | HRC Test Team                | Honda RC213V       | 20   | +33.529   | 19º     |       |
| 17º  | 10 | Luca Marini           | Repsol Honda                 | Honda RC213V       | 20   | +33.529   | 22º     |       |

##### Ritirati
| Nº | Pilota            | Squadra                     | Motocicletta       | Giri | Griglia |
| -- | ----------------- | --------------------------- | ------------------ | ---- | ------- |
| 37 | Augusto Fernández | Red Bull GASGAS Tech3       | KTM RC16           | 19   | 18º     |
| 43 | Jack Miller       | Red Bull KTM Factory Racing | KTM RC16           | 17   | 15º     |
| 21 | Franco Morbidelli | Prima Pramac Racing         | Ducati Desmosedici | 17   | 8º      |
| 32 | Lorenzo Savadori  | Aprilia Racing              | Aprilia RS-GP      | 11   | 21º     |
| 89 | Jorge Martín      | Prima Pramac Racing         | Ducati Desmosedici | 10   | 3º      |
| 5  | Johann Zarco      | Castrol Honda LCR           | Honda RC213V       | 9    | 13º     |
| 41 | Aleix Espargaró   | Aprilia Racing              | Aprilia RS-GP      | 9    | 12º     |
| 26 | Daniel Pedrosa    | Red Bull KTM Factory Racing | KTM RC16           | 3    | 16º     |

### Moto2
Torna alla vittoria, la prima stagionale, Fermín Aldeguer che vince la gara davanti a Joe Roberts, secondo per la terza volta su quattro gare e che si porta in testa al campionato. Chiude il podio Manuel González che chiude in terza posizione. Quarto Sergio García, Albert Arenas in quinta posizione, sesto Ai Ogura, migliore degli italiani Tony Arbolino che finisce settimo davanti a Jeremy Alcoba, nono Celestino Vietti, decimo Somkiat Chantra e Filip Salač undicesimo. Primi punti stagionali per Izan Guevara dodicesimo, tredicesimo Zonta van den Goorbergh, Deniz Öncü quattordicesimo e chiude la zona punti Matteo Ferrari che ha corso grazie ad una Wildcard. Di seguito i risultati della gara:

#### Arrivati al traguardo
| Pos | Nº | Pilota                  | Squadra                        | Motocicletta | Giri | Tempo     | Griglia | Punti |
| --- | -- | ----------------------- | ------------------------------ | ------------ | ---- | --------- | ------- | ----- |
| 1°  | 54 | Fermín Aldeguer         | Beta Tools Speed Up            | Boscoscuro   | 21   | 35'36"316 | 1º      | 25    |
| 2°  | 16 | Joe Roberts             | OnlyFans American Racing Team  | Kalex        | 21   | +1.287    | 11º     | 20    |
| 3°  | 18 | Manuel González         | QJMotor Gresini Moto2          | Kalex        | 21   | +1.568    | 4º      | 16    |
| 4°  | 3  | Sergio García           | MT Helmets - MSi               | Boscoscuro   | 21   | +6.226    | 6º      | 13    |
| 5°  | 75 | Albert Arenas           | QJMotor Gresini Moto2          | Kalex        | 21   | +8.059    | 2º      | 11    |
| 6°  | 79 | Ai Ogura                | MT Helmets - MSi               | Boscoscuro   | 21   | +12.490   | 17º     | 10    |
| 7°  | 14 | Tony Arbolino           | Elf Marc VDS Racing Team       | Kalex        | 21   | +13.346   | 8º      | 9     |
| 8°  | 52 | Jeremy Alcoba           | Yamaha VR46 Master Camp Team   | Kalex        | 21   | +13.489   | 9º      | 8     |
| 9°  | 13 | Celestino Vietti        | Red Bull KTM Ajo               | Kalex        | 21   | +14.508   | 7º      | 7     |
| 10° | 35 | Somkiat Chantra         | Idemitsu Honda Team Asia       | Kalex        | 21   | +19.963   | 12º     | 6     |
| 11° | 12 | Filip Salač             | Elf Marc VDS Racing Team       | Kalex        | 21   | +20.045   | 14º     | 5     |
| 12° | 28 | Izan Guevara            | CFMoto Aspar Team              | Kalex        | 21   | +21.779   | 15º     | 4     |
| 13° | 84 | Zonta van den Goorbergh | RW-Idrofoglia Racing GP        | Kalex        | 21   | +27.933   | 18º     | 3     |
| 14° | 53 | Deniz Öncü              | Red Bull KTM Ajo               | Kalex        | 21   | +32.146   | 22º     | 2     |
| 15° | 23 | Matteo Ferrari          | QJMotor Gresini Moto2          | Kalex        | 21   | +41.158   | 26º     | 1     |
| 16° | 34 | Mario Suryo Aji         | Idemitsu Honda Team Asia       | Kalex        | 21   | +41.953   | 27º     |       |
| 17° | 20 | Xavier Cardelús         | Fantic Racing                  | Kalex        | 21   | +42.591   | 29º     |       |
| 18° | 9  | Jorge Navarro           | Klint Forward Factory Team     | Forward      | 21   | +46.933   | 24º     |       |
| 19° | 15 | Darryn Binder           | Liqui Moly Husqvarna Intact GP | Kalex        | 20   | +1 giro   | 21º     |       |
| 20° | 43 | Xavier Artigas          | Klint Forward Factory Team     | Forward      | 17   | +4 giri   | 30º     |       |

#### Ritirati
| Nº | Pilota         | Squadra                         | Motocicletta | Giri | Griglia |
| -- | -------------- | ------------------------------- | ------------ | ---- | ------- |
| 96 | Jake Dixon     | CFMoto Aspar Team               | Kalex        | 20   | 3º      |
| 5  | Jaume Masiá    | Pertamina Mandalika GAS UP Team | Kalex        | 20   | 25º     |
| 21 | Alonso López   | Beta Tools Speed Up             | Boscoscuro   | 17   | 16º     |
| 24 | Marcos Ramírez | OnlyFans American Racing Team   | Kalex        | 15   | 10º     |
| 11 | Álex Escrig    | Klint Forward Factory Team      | Forward      | 13   | 28º     |
| 10 | Diogo Moreira  | Italtrans Racing Team           | Kalex        | 11   | 5º      |
| 7  | Barry Baltus   | RW-Idrofoglia Racing GP         | Kalex        | 6    | 13º     |
| 71 | Dennis Foggia  | Italtrans Racing Team           | Kalex        | 4    | 23º     |
| 64 | Bo Bendsneyder | Pertamina Mandalika GAS UP Team | Kalex        | 1    | 20º     |
| 81 | Senna Agius    | Liqui Moly Husqvarna Intact GP  | Kalex        | 1    | 19º     |

### Moto3
Prima vittoria della stagione, la seconda in carriera, per Collin Veijer che vince davanti a David Muñoz staccato di soli 45 millesimi e al primo podio stagionale. Terzo chiude Iván Ortolá davanti al compagno Ryusei Yamanaka, con il giro veloce. Quinta posizione per Joel Kelso che si porta dietro sul traguardo Adrián Fernández, Daniel Holgado, Nicola Fabio Carraro al miglior risultato in carriera ed il compagno Stefano Nepa. Decima posizione per Ángel Piqueras, David Alonso chiude in undicesima posizione dopo essere caduto mentre era in testa al Gran Premio. Dodicesimo Jacob Roulstone, tredicesimo Filippo Farioli, e chiudono la zona punti le Snipers Team di Matteo Bertelle e David Almansa. Di seguito i risultati della gara:

#### Arrivati al traguardo
| Pos | Nº | Pilota               | Squadra                        | Motocicletta  | Giri | Tempo     | Griglia | Punti |
| --- | -- | -------------------- | ------------------------------ | ------------- | ---- | --------- | ------- | ----- |
| 1°  | 95 | Collin Veijer        | Liqui Moly Husqvarna Intact GP | Husqvarna     | 19   | 33'29"725 | 3º      | 25    |
| 2°  | 64 | David Muñoz          | BOE Motorsports                | KTM RC 250 GP | 19   | +0.045    | 2º      | 20    |
| 3°  | 48 | Iván Ortolá          | MT Helmets - MSi               | KTM RC 250 GP | 19   | +0.871    | 7º      | 16    |
| 4°  | 6  | Ryusei Yamanaka      | MT Helmets - MSi               | KTM RC 250 GP | 19   | +4.849    | 5º      | 13    |
| 5°  | 66 | Joel Kelso           | BOE Motorsports                | KTM RC 250 GP | 19   | +10.178   | 4º      | 11    |
| 6°  | 31 | Adrián Fernández     | Leopard Racing                 | Honda NSF250R | 19   | +10.353   | 12º     | 10    |
| 7°  | 96 | Daniel Holgado       | Red Bull GASGAS Tech3          | KTM RC 250 GP | 19   | +10.400   | 18º     | 9     |
| 8°  | 10 | Nicola Fabio Carraro | LevelUp - MTA                  | KTM RC 250 GP | 19   | +10.647   | 10º     | 8     |
| 9°  | 82 | Stefano Nepa         | LevelUp - MTA                  | KTM RC 250 GP | 19   | +11.400   | 11º     | 7     |
| 10° | 36 | Ángel Piqueras       | Leopard Racing                 | Honda NSF250R | 19   | +14.885   | 6º      | 6     |
| 11° | 80 | David Alonso         | CFMoto Gaviota Aspar Team      | CFMoto        | 19   | +19.152   | 1º      | 5     |
| 12° | 12 | Jacob Roulstone      | Red Bull GASGAS Tech3          | KTM RC 250 GP | 19   | +19.921   | 17º     | 4     |
| 13° | 7  | Filippo Farioli      | SIC58 Squadra Corse            | Honda NSF250R | 19   | +20.423   | 15º     | 3     |
| 14° | 18 | Matteo Bertelle      | Rivacold Snipers Team          | Honda NSF250R | 19   | +20.541   | 19º     | 2     |
| 15° | 22 | David Almansa        | Rivacold Snipers Team          | Honda NSF250R | 19   | +20.662   | 16º     | 1     |
| 16° | 21 | Vicente Pérez        | Red Bull KTM Ajo               | KTM RC 250 GP | 19   | +22.382   | 24º     |       |
| 17° | 72 | Taiyo Furusato       | Honda Team Asia                | Honda NSF250R | 19   | +22.882   | 21º     |       |
| 18° | 54 | Riccardo Rossi       | CIP Green Power                | KTM RC 250 GP | 19   | +23.186   | 14º     |       |
| 19° | 19 | Scott Ogden          | MLav Racing                    | Honda NSF250R | 19   | +25.549   | 13º     |       |
| 20° | 58 | Luca Lunetta         | SIC58 Squadra Corse            | Honda NSF250R | 19   | +32.270   | 20º     |       |
| 21° | 55 | Noah Dettwiler       | CIP Green Power                | KTM RC 250 GP | 19   | +32.483   | 23º     |       |
| 22° | 85 | Xabi Zurutuza        | Red Bull KTM Ajo               | KTM RC 250 GP | 19   | +45.346   | 26º     |       |
| 23° | 70 | Joshua Whatley       | MLav Racing                    | Honda NSF250R | 19   | +45.842   | 22º     |       |
| 24° | 5  | Tatchakorn Buasri    | Honda Team Asia                | Honda NSF250R | 19   | +46.845   | 25º     |       |
| 25° | 24 | Tatsuki Suzuki       | Liqui Moly Husqvarna Intact GP | Husqvarna     | 18   | +1 giro   | 9º      |       |

#### Ritirati
| Nº | Pilota       | Squadra                   | Motocicletta | Giri | Griglia |
| -- | ------------ | ------------------------- | ------------ | ---- | ------- |
| 78 | Joel Esteban | CFMoto Gaviota Aspar Team | CFMoto       | 18   | 8º      |